# Olga Desmond
Olga Desmond (1890 hoặc 1891-1964), nhũ danh là Olga Sellin, sinh ngày 2 tháng 11 năm 1890 (1891?), tại Allenstein ở Đông Phổ, qua đời ngày 2 tháng 8 năm 1964 tại Berlin, là một nữ nghệ sĩ nghệ thuật trình diễn, vũ công, diễn viên nổi tiếng người Đức trong đó cô đặc biệt được biết đến nhiều ở lĩnh vực nghệ thuật trình diễn trong hai thập kỷ đầu tiên của thế kỷ 20.

## Tiểu sử

### Thiếu thời
Olga Desmond tên từ nhỏ là Olga Antonie Sellin, sinh vào khoảng năm 1890 là con gái của người thợ in sách. Cô sống cùng gia đình tại tại quận Allenstein Đông Phổ, cho đến khi mười tuổi, cô cùng cha mẹ và các anh chị em chuyển từ Allenstein ở Đông Phổ đến sống ở huyện Kreuzberg phía đông nam Berlin và lớn lên ở đây. Tuổi trẻ của Olga Sellin bị cuốn hút vào nghệ thuật sân sân khấu từ rất sớm. Cô học nghiên cứu diễn kịch năm 15 tuổi và bước đầu kiếm sống bằng công việc người mẫu cho các nhiều nghệ sĩ và họa sĩ ở Berlin, trong số đó có cả nhà điêu khắc nổi tiếng Reinhold Begas. Antonie Sellin đã lần đầu tiên làm công việc người mẫu khỏa thân ở tuổi 16 của mình cho nhà điêu khắc Reinhold Begas.

### Lưu diễn trong những năm trước thế chiến thứ nhất
Olga Sellin biểu diễn buổi đầu tiên trong sự nghiệp tại London. Năm 1907, cô tham gia đoàn kịch tạp kỹ "The Seldoms",  làm công việc trình diễn thành pho tượng sống nữ thần Venus cho tour chín tháng của đoàn tại rạp London Pavilion.
Quay trở lại Berlin, cô đặt tên mình là Olga Desmond và trở thành một trong những người cùng với nhà văn Karl Vanselow khởi xướng nên "Hiệp hội lý tưởng Văn hóa" đưa đến công chúng các buổi biểu diễn, trong đó cô làm hình ảnh sống hóa trang các tác phẩm nghệ thuật cổ đại. Những chương trình biểu diễn được gọi là "Buổi tối của sắc đẹp" (Schönheitsabende).
Ở tuổi 17 Olga Desmond lần đầu tiên biểu diễn trên sân khấu Berlin vào ngày 19 tháng năm 1908 với một màn vũ điệu kiếm phương Đông tại nhà hát mới ở Nollendorf trước 600 khán giả. Màn biểu diễn của Olga Desmond đã gây nhiều chấn động và tranh cãi bởi  sự xuất hiện khỏa thân của vũ công. Desmond chỉ mang trên người một vương miện, một vành đai kim loại ở tay và đai lưng đồng xu. Cô khiêu vũ với những thanh kiếm trong nền nhạc phương đông. Một tấm ảnh trong "Vũ điệu kiếm" vào năm (1908) được Otto Skowranek chụp đã trở thành một trong những hình ảnh khiêu vũ nổi tiếng nhất của Olga Desmond. Hinh ảnh này về sau đã được đăng trên bìa cuốn tiểu sử về cô do tác giả Jörn E. Runges viết.  Desmond được biết đến là vũ công khỏa thân đầu tiên ở nước Phổ, cô vươn lên trở thành một trong những nữ nghệ sĩ được trả lương cao nhất Đức và là người nổi tiếng châu Âu
Vào mùa hè năm 1908, Olga Desmond lại đến Sankt-Peterburg với ý định mang chương trình "Buổi tối của sắc đẹp" (Schonheitsabende) đến với các khán giả người Nga.
Năm 1909 một trong những màn nghệ thuật trình diễn (Permormance art) khỏa thân của Olga đã được quay thành cảnh phim, bộ phim này được gọi là "Hallo Die grosse Revue: DerSchönheitsabend"
Năm 1914 Olga kết hôn với một địa chủ lớn của Hungary và đi du lịch rất nhiều nơi trên đất nước Đức và Áo.
Giữa năm 1915 Olga Desmond đã đạt được một chỗ đứng trong lĩnh vực điện ảnh, cô bắt đầu đảm nhận một số vai diễn đầu tiên trong các bộ phim của đạo diễn Heinrich Bolten-Baeckers: cô xuất hiện trong bộ phim ngắn "Bọt nước" (1915) với diễn viên Carl Auen, trong phim "Đêm" (1915), phim "Lisa, những nhà sản xuất thuốc lá" (1915).
Năm 1917 cô ly thân với chồng và trở lại sân khấu vào ngày 15 Tháng Tư năm 1917 tại nhà hát của Đại học Hoàng gia ở Berlin. Cùng năm đó cô xuất hiện trong một buổi nghệ thuật trình diễn ở Köln và biểu diễn khiêu vũ ở nhiều thành phố của Ba Lan như Warszawa, Breslau, Katowice.
Sau những bước đột phá về lĩnh vực diễn xuất trong thời gian khá ngắn ngủi, Olga Desmond sau đó chỉ tập trung vào công việc trên sân khấu vũ công cho những điệu nhảy. Một trong những vai diễn cuối cùng của cô được đánh giá cao đó là trong bộ phim "Người Hà Lan bay" (1918-1919) phỏng theo tác phẩm của Richard Wagner, bộ phim mà cô đã xuất hiện với vai chính Senta, con gái của thủy thủ Na Uy Daland.

### Cuộc sống sau chiến tranh thế giới thứ nhất
Năm 1919, Olga Desmond xuất bản cuốn sách "Nhịp điệu đồ họa" (Rhythmographik), thiết kế dưới dạng các ký hiệu vận động để hướng dẫn các học viên tự học cách khiêu vũ.
Năm 1920 Olga Desmond kết hôn lần thứ 2 với Georg Pieck-một doanh nhân ngành dệt may người Do Thái. Kể từ giai đoạn này vinh quang của Olga Desmond bị sụt giảm đáng kể, phong cách khiêu vũ của cô bấy giờ đã trở nên lỗi thời,  cùng với sự trỗi dạy của nhiều biểu tượng mới như Anita Berber, Valeska Gert, Mary Wigman với điệu nhảy tự do của họ đã chinh phục lĩnh vực khiêu vũ trong giai đoạn mới.
Năm 1922 Olga Desmond chuyên tâm vào công vệc của một giáo viên dạy khiêu vũ và ít xuất hiện trước công chúng hơn. Một trong số các sinh viên nổi tiếng nhất của cô là vũ công Hertha Feist, người sau này đã trở thành một thành viên nhóm múa nổi tiếng của Rudolf von Laban.
Cuộc sống riêng tư của Olga Desmond trở nên rất phức tạp sau sự thay đổi chế độ của nước Đức từ năm 1933 vì lý do chính trị của chủ nghĩa Quốc xã. Các chính sách phân biệt chủng tộc của chế độ Đức Quốc xã đã khiến Georg Pieck chồng cô bị trục xuất đến một trại tập trung vì gốc Do Thái của mình. Olga Desmond đã cố gắng tự tử trong giai đoạn này. Georg Pieck sau đó trốn thoát thành công và rời Đức sau năm 1933.  Olga Desmond vẫn ở Berlin sau đó kết thúc sự nghiệp nghệ sĩ của mình một cách đột ngột. 

### Cuộc sống nghèo khó sau Thế chiến II
Mặc dù có sự nghiệp sân khấu lừng lẫy nhưng sau thế chiến II, cô sống gần như lãng quên và nghèo ở nước Cộng hòa Dân chủ Đức. Cô không thể rời khỏi phía đông của bức tường Berlin khi nó được xây dựng. Trong thời gian khó khăn dưới thời kỳ chủ nghĩa xã hội cô đã phải làm công việc lau dọn, để kiếm sống cô cũng bán những bưu thiếp và những vật lưu niệm từ thời cô còn là một vũ công nổi tiếng. Olga Desmond mất ở Đông Berlin vào ngày 02 Tháng Tám năm 1964, ở tuổi 73. Cuốn sách của mình Rhythmographik vẫn còn được nghiên cứu bởi nhiều người đam mê vũ đạo châu Âu ngày nay

## Điện ảnh[14]
| Năm  | Phim đã đóng                                              | Nhân vật     | Đạo diễn                                   |
| ---- | --------------------------------------------------------- | ------------ | ------------------------------------------ |
| 1909 | Phim ngắn: "Hallo! Die grosse Revue: Der Schönheitsabend" |              |                                            |
| 1915 | Nocturno (Đêm)                                            |              | Heinrich Bolten-Baeckers                   |
| 1916 | Seifenblasen (Bọt nước)                                   |              | Heinrich Bolten-Baeckers                   |
| 1917 | Postkarten-Modell (tấm bưu thiếp mẫu)                     | Wanda        | Heinrich Bolten-Baeckers                   |
| 1917 | Die Grille (Châu chấu)                                    |              | Heinrich Bolten-Baeckers                   |
| 1918 | Leben um Leben (Cuộc sống dành cho cuộc sống)             | Aglaia       | Robert Leffler                             |
| 1918 | Der Mut zur Sünde (Lòng can đảm với tội lỗi)              |              | Heinrich Bolten-Baeckers và Robert Leffler |
| 1918 | Der fliegende Hollander (Người Hà Lan bay)                | Senta Daland | Hans Neumann                               |
| 1919 | Göttin, Dirne und Weib                                    |              | Walter Schmidthässler                      |